# Militæruniform
En militæruniform er en standardiseret tøj båret af medlemmer af hære i forskellige lande.
Militær påklædning og stilarter har gennemgået betydelige ændringer i løbet af århundrederne, fra farverigt og kunstfærdigt tøj indtil det 19. århundrede, til camouflageuniformer til felt- og kampformål fra Første Verdenskrig (1914-1918) og frem.

## Komponenter af militæruniform
Bjørneskindshue, Medaljer, hjelm, camouflage, pikkelhue, Kepi, Baret, Epaulet, Kasket, Tropehjelm og andet.